# Christoph Zeller (Theologe)

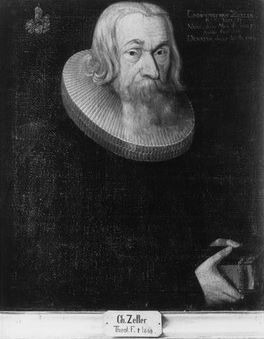
Christoph Zeller, porträtiert auf einem Ölgemälde, Bestand der Tübinger Professorengalerie

Christoph Zeller (* 15. März 1605 in Breitenberg (Neuweiler); † 27. Juli 1669 in Denkendorf (Württemberg)) war ein deutscher evangelischer Theologe und Propst der Klosterschule Denkendorf.

## Leben
Christoph Zeller war der Sohn und Enkel von württembergischen Pfarrern und immatrikulierte sich 1619 an der Universität Tübingen. Er wurde dort 1656 zum Dr. theol. promoviert. Er war Pfarrer auf Schloss Liebenstein bei Neckarwestheim und in Schlaitdorf, dann Dekan in Calw (als Nachfolger Johann Valentin Andreaes). Später wurde er württembergischer Hofprediger und Konsistorialrat sowie 1658 Propst der evangelischen Klosterschule Denkendorf bei Esslingen. Zellers Hauptverdienst war die Hebung und Förderung des Schulwesens in Württemberg nach dem Dreißigjährigen Krieg, die Förderung der evangelischen Klosterschulen sowie des theologischen Stiftes in Tübingen.
Obwohl Zeller kein Tübinger Professor war, hängt sein 1669 gemaltes Porträt in der Tübinger Professorengalerie. Seine Enkelin Maria Elisabeth Canstetter (1649–1693) wurde die Ehefrau des Theologen Ehrenreich Weismann.